# Бородянский, Александр Эммануилович
Алекса́ндр Эммануи́лович Бородя́нский (род. 3 февраля 1944, Воркута) — советский и российский сценарист, кинорежиссёр и педагог. Заслуженный деятель искусств Российской Федерации (1994).

## Биография
Александр Бородянский родился в Воркуте Коми АССР. Отец — Эммануил Янкелевич Бородянский (1915—?), сотрудник НКВД СССР в Воркуте, позже работал начальником жилищно-коммунального управления; оказывал помощь сосланному в Воркуту Алексею Каплеру, который впоследствии помог Александру пробиться в кино. Мать — Надежда Ефимовна Бородянская (1921—?).
Решил стать сценаристом после того, как в 14 лет увидел картину «Летят журавли»; также среди фильмов, которые повлияли на его творчество, называет «Восемь с половиной», «Сладкая жизнь» и «Ночи Кабирии» Федерико Феллини, «Скромное обаяние буржуазии» и «Призрак свободы» Луиса Бунюэля, «Сердце Ангела» Алана Паркера и «Четыреста ударов» Франсуа Трюффо.
Окончил строительный техникум в Киеве, в 1963—1966 служил в армии, награждён юбилейной медалью «Двадцать лет победы в Великой Отечественной войне», работал маляром, проектировщиком в институте «ПечорНИИпроект». В 1973 году заочно окончил сценарный факультет ВГИКа, мастерскую Ильи Вайсфельда и Веры Туляковой. Чтобы Бородянский смог получить московскую прописку, Георгий Данелия пригласил его на должность главного редактора в созданную им комедийную мастерскую на «Мосфильме», откуда тот уволился через три года.
Дипломный (в других источниках курсовой) сценарий «Про Борщова, слесаря-сантехника ЖЭК-2» завоевал приз на конкурсе сценариев о рабочем классе, после чего его захотели экранизировать сразу два режиссёра: Леонид Осыка на Киностудии Довженко и Георгий Данелия на «Мосфильме». Как рассказывал Бородянский, он вынужден был отказать Данелии, однако по настоянию Госкино сценарий всё-таки передали в Москву. Получившуюся комедию «Афоня» (1975) в год выхода посмотрели 62,2 млн человек, она стала лидером проката и одним из самых кассовых советских фильмов.
В 1977 году сложился творческий дуэт Бородянского и Карена Шахназарова: по рекомендации Данелии они написали сценарий комедии «Дамы приглашают кавалеров», и с тех пор на протяжении 40 лет работали вместе. Трижды фильмы, созданные по их сценариям, выдвигались на «Оскар» в номинации лучший фильм на иностранном языке: «Город Зеро» — от СССР в 1989 году, «Палата № 6» и «Белый тигр» — от России в 2009 и 2012 годах соответственно (ни один из них в итоге не попал в шорт-лист премии). Исполнил несколько эпизодических ролей по просьбе друзей-режиссёров.
По собственным словам, в творчестве руководствуется «методом айсберга» Эрнеста Хемингуэя («Семь восьмых его скрыто под водой, и только восьмая часть — на виду»), поэтому старается досконально изучить своего героя. Так, в оригинальном сценарии «Афони» герой был маляром-штукатуром, как и сам Бородянский когда-то, ради сценария для «Инспектора ГАИ» он три месяца изучал работу ГАИ в Ярославле, а при работе над «Цареубийцей» вместе с Шахназаровым много времени провёл в рассекреченных архивах, читая дневник Александры Фёдоровны, записки и воспоминания Якова Юровского.
С 1990-х годов руководит мастерской на кафедре драматургии кино во ВГИКе. Ведёт курсы подготовки специалистов на «Мосфильме». В 2012—2013 годах с Владимиром Грамматиковым руководил мастерской режиссуры и драматургии семейного фильма на Высших курсах сценаристов и режиссёров.
В 1996 году был назначен членом коллегии Роскомкино.
С 1994 по 1997 год занимал пост председателя Совета директоров Киноцентра на Красной Пресне; не будучи переизбранным в 1997 году, возглавил борьбу за передачу Киноцентра в собственность Союза кинематографистов России, на тот момент являвшегося лишь одним из акционеров.

## Личная жизнь
Супруга — Татьяна Дмитриевна Бородянская (род. 1949), помощница режиссёра воркутинского телевидения.
Дети — Денис Александрович Бородянский (род. 1970), Мария Александровна Бородянская (род. 1977). Внук — Дмитрий Бородянский (род. 2005).

## Фильмография

### Сценарист
- 1975 — Афоня
- 1980 — Если бы я был начальником (совместно с А. Эйрамджаном)
- 1980 — Дамы приглашают кавалеров
- 1981 — Душа
- 1981 — Смотри в оба!
- 1982 — Инспектор ГАИ
- 1983 — Мы из джаза
- 1985 — Зимний вечер в Гаграх
- 1985 — Человек с аккордеоном
- 1985 — Секунда на подвиг
- 1986 — Курьер
- 1986 — Начни сначала
- 1987 — Шура и Просвирняк
- 1988 — Город Зеро
- 1989 — Дежа вю
- 1990 — Гамлет из Сузака, или Мамайя Кэро
- 1991 — Агенты КГБ тоже влюбляются
- 1991 — Цареубийца
- 1992 — Ребёнок к ноябрю
- 1992 — Эти старые любовные письма
- 1993 — Маленький гигант большого секса
- 1993 — Сны
- 1995 — Американская дочь
- 1998 — День полнолуния
- 1999 — Ворошиловский стрелок
- 2001 — Яды, или Всемирная история отравлений
- 2002 — Звезда
- 2002 — Олигарх
- 2003 — Жизнь одна
- 2004 — Всадник по имени Смерть
- 2006 — Очарование зла
- 2007 — Георг
- 2008 — Тени Фаберже
- 2008 — Туман рассеивается
- 2009 — Палата № 6
- 2011 — Загадка для Веры
- 2012 — Белый тигр
- 2013 — Мы из джаза 2
- 2013 — Охота на крокодилов
- 2014 — С чего начинается Родина
- 2018 — Светлана

### Режиссёр
- 1993 — Сны
- 1999 — Чек
- 2008 — Тени Фаберже

### Актёр
- 1975 — Афоня — посетитель ресторана, в котором танцует Афоня
- 1976 — Слово для защиты — Саша
- 1978 — Поворот — сотрудник института
- 1980 — Москва слезам не верит — друг Гоши на пикнике
- 2019 — Невечерняя (не окончен) — сын Льва Толстого

### Продюсер
- 1993 — Сны

## Признание и награды

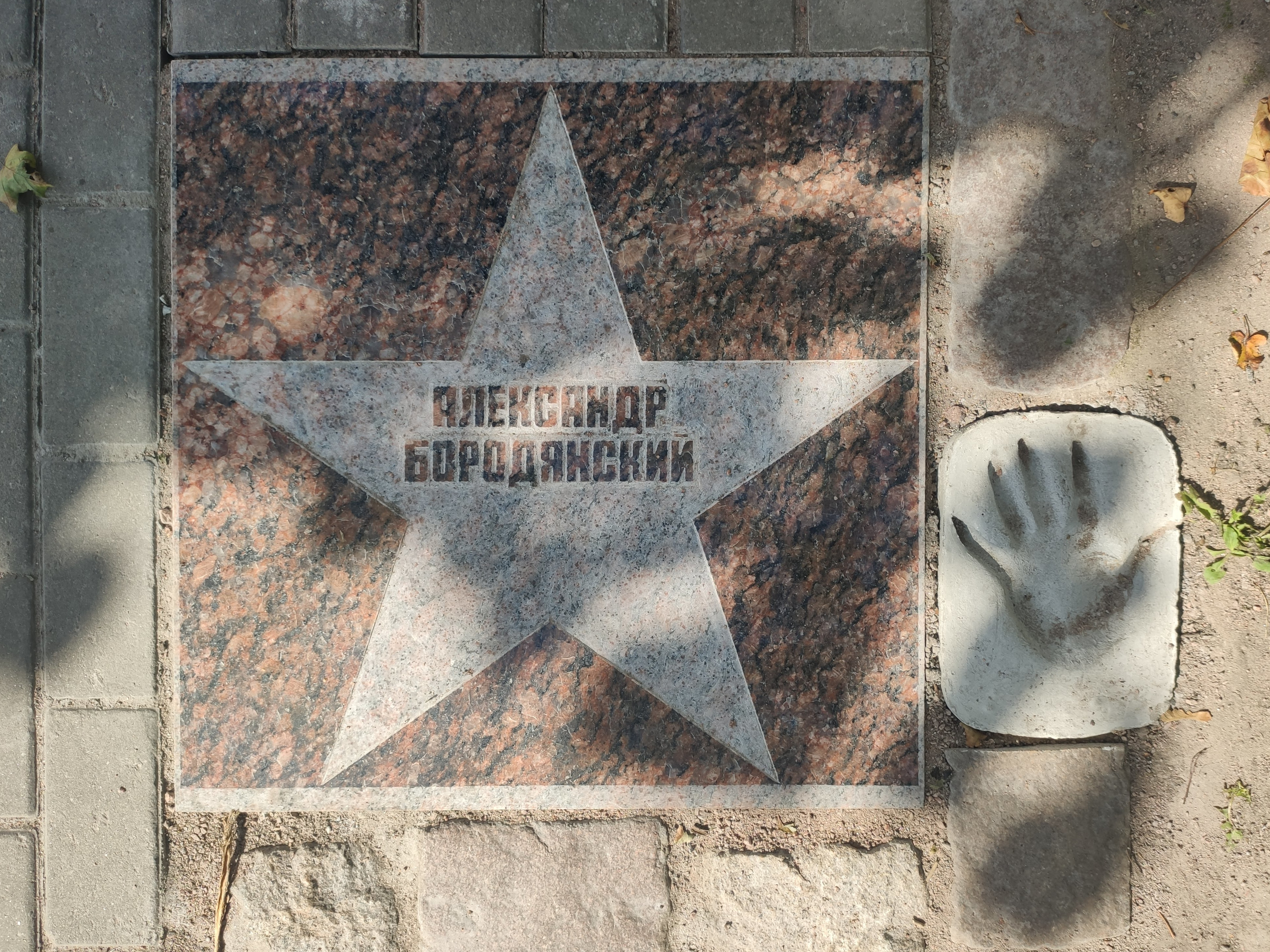
Звезда Александра Бородянского на Аллее актёрской славы в Выборге

- Государственная премия РСФСР имени братьев Васильевых (1988) — за сценарий фильма «Курьер» (1986)
- Заслуженный деятель искусств Российской Федерации (29 декабря 1994 года) — за заслуги в области театрального искусства[16].
- Орден Дружбы (1 ноября 2001 года) — за многолетнюю плодотворную деятельность в области культуры и искусства, большой вклад в укрепление дружбы и сотрудничества между народами[17].
- Государственная премия Российской Федерации в области литературы и искусства 2002 года (5 июня 2003 года) — за художественный фильм «Звезда»[18].
- Почётная грамота Президента Российской Федерации (16 декабря 2015 года) — за заслуги в развитии отечественной культуры и искусства, многолетнюю плодотворную деятельность[19]

## Критика
Искажение образа поэта Давида Самойлова, изображённого Бородянским (при участии ещё нескольких авторов) в сценарии к телесериалу «Светлана» под прозрачным «псевдонимом» «Давид Смолов», вызвало возмущение семьи поэта. Старший сын Самойлова Александр Давыдов обратился к Бородянскому с открытым письмом в «Новой газете».